# Rafael La Porta
Rafael La Porta Drago ist ein argentinischer Wirtschaftswissenschaftler und Hochschullehrer. Er forscht und lehrt im Spannungsfeld der Rechts- und Wirtschaftswissenschaft im Bereich von Institutionenökonomik und historischer Analyse mit ökonometrischen Methoden – im englischsprachigen Raum unter Rückgriff auf eine von ihm mitverfasste Studie als „Law and Finance“ bezeichnet. Dabei steht die Legal-Origins-Theorie zur Beschreibung des Zusammenhangs zwischen Finanzsystemen, wirtschaftlichem Wachstum und der Rolle des Staates und des Rechtssystems im Vordergrund seiner Arbeit.

## Werdegang, Forschung und Lehre
La Porta studierte zunächst an der Universidad Católica de Buenos Aires, an der er 1985 als Artium Baccalaureus in Wirtschaftswissenschaften abschloss. Später ging er in die Vereinigten Staaten, wo er an der Harvard University seine Ausbildung fortsetzte. 1994 graduierte er als Master und erhielt im selben Jahr den Titel des Ph.D., seine Arbeit trug den Titel „Fads and Fundamentals in the Determination of Stock Prices“. In der Folgezeit blieb er an der Hochschule, wo er in Finanzwissenschaft forschte und lehrte. Zunächst war er bis 1997 Lecturer, anschließend Assistant Professor und ab 2000 Associate Professor. 2003 folgte er einem Ruf als ordentlicher Professor der Tuck School of Business des in Hanover, New Hampshire angesiedelten Dartmouth College.
La Portas Arbeitsschwerpunkt liegt in den Bereichen Corporate Governance und Anlegerschutz. Ende der 1990er Jahre erreichte er erstmals internationale Aufmerksamkeit, als er gemeinsam mit Robert Vishny, Florencio Lopez-de-Silanes und Andrei Shleifer in zwei Artikeln – der 1996 erstmals veröffentlichte erste Artikel trug den Titel „Law and Finance“ –  eine 49 Länder abdeckende empirische Studie über den Einfluss des Anlegerschutzes auf die langfristige Entwicklung der jeweiligen Kapitalmärkten veröffentlichte. Dabei wiesen die Autoren nach, dass in den ehemaligen britischen Kolonien sich im Vergleich zu den ehemaligen französischen Kolonien die Kapitalmärkte stärker entwickelt hatten. Dies führten sie auf das im angelsächsischen Raum ausgeprägte Common Law zurück, das im Vergleich zum auf von den jeweiligen Gesetzgebern kodifizierten Gesetzen basierenden sogenannten Civil Law der kontinentaleuropäischen Länder eine freiere Entwicklung zuließe. Diese sowie weitere Arbeiten von ihm werden gerne zurate gezogen, um die Überlegenheit eines bürgerlichen Rechtssystems beim Wirtschaftswachstum zu zeigen.